# 彭汝楠
彭汝楠（1584年—1642年），字伯棟，号讓木，福建莆田縣人。明朝政治人物。

## 生平
萬曆四十三年（1615年）乙卯科舉人，四十四年（1616年）联捷丙辰科進士，初授會稽縣知縣，升禮科给事中，上疏追论红丸案，谓李可灼不宜荣赏，崔文昇不可赦还，忤旨几死。旋巡视京營，转吏科给事中，上疏弹劾魏忠贤，但皇帝不予理会。随即被派出使海外册封，回京后再次率六科谏官伏阙上疏，被魏忠贤矫诏夺职削籍。崇祯改元，起为大理寺丞，历太常寺少卿、提督四夷馆、太常寺卿、兵部右侍郎，改左侍郎，以议剿寇与当权者异同，遂乞休归。在家建岸圃庄园，董其昌为作《岸圃大观》图，诸多名流俱有题咏。优游绿野十余年。崇祯十五年（1642年）四月，卒於家，享年五十九。

## 家族
曾祖彭大治，正德九年（1514年）进士，官韶州知府。祖父彭文质为嘉靖三十八年（1559年）进士，官至广西布政使司左参政。父彭宪章，不仕。
有子彭士瑛，字灿斯，明亡後追隨朱继祚反清复明。顺治三年（1646年）冬，清軍攻破兴化城，全家殉难。

## 引用
1. ↑  《萬曆四十四年丙辰科進士履歷》：彭汝楠，讓木，诗二房，乙未十月初一日生。莆田人，乙卯六十，会一百七十四，三甲一百五十五名。都察院政，丙辰授会稽知县，辛酉本省同考，壬戌行取考选，授禮科給事中，癸亥巡视京营，甲子升吏科右，本年升本科左，乙丑升禮科都，丙寅为民。戊辰起大理寺右寺丞，庚午升太常寺少卿、四夷馆，升太常寺卿，壬申升兵部右侍郎，癸酉轉左，甲戌回籍，乙亥致仕。
2. ↑  《福建通志》載：“彭汝楠，字伯栋，文质孙，万历丙辰进士，知会稽县，擢礼科给事中，追论李可灼不宜荣赏，崔文升不可赦还，忤旨，几殆。旋巡视京營，转吏科，疏糺逆璫冒秩滥蔭及虚耗钱粮等事，不报。随有册封海外之役，陛辞，复上言杨涟參魏忠贤疏，罪状著明，未蒙处分，语极激切。及复命，又率六料伏阙请省刑薄斂，以回天变。魏璫矫诏夺职。崇祯改元，起大理丞，历升兵部左侍郎，以议剿寇异同，遂乞休，年六十卒。”祁彪佳《祁彪佳日记》第十二卷《壬午日历》載：“二十四日，同三宜、空林两师及季超兄、翁艾弟游寓园。章友过访。得赵呦仲、夏彝仲、方翊祚书，知彭让木于四月间逝世，为之怅然。”